# Meriola nague
Meriola nague là một loài nhện trong họ Trachelidae.
Loài này thuộc chi Meriola. Meriola nague được miêu tả năm 1995 bởi Norman I. Platnick & Ewing.